# João Batista Reus
João Batista Reus, SJ nascido Johann Baptist Reus, e mais conhecido como Padre Reus (Pottenstein, Alemanha, 10 de julho de 1868 — São Leopoldo, 21 de julho de 1947) foi um padre, místico, professor e escritor jesuíta teuto-brasileiro.
Foi pároco de São Leopoldo e dedicou sua vida ao ensino, à formação de outros sacerdotes e ao atendimento dos doentes, pobres e necessitados. Foi diretor de escolas, confessor, e exerceu por muitos anos a função de Diretor Espiritual do Seminário de São Leopoldo. Deixou vários escritos devocionais e didáticos, incluindo uma autobiografia, escrita por ordem dos superiores, em que narra uma longa série de experiências místicas. Pouco depois de morto sua fama de santo já se espalhava e desde então só cresceu, sendo-lhe atribuída uma grande quantidade de graças e curas. Seu processo de canonização foi aberto em 1953 mas não passou da etapa inicial, sendo até 2025 ainda um Servo de Deus. Um santuário foi construído sobre seu túmulo, que recebe centenas de milhares de romeiros anualmente.

## Biografia

### Primeiros anos
A maior parte das informações sobre a primeira parte de sua vida provêm da sua autobiografia, escrita por ordem de seus superiores, que termina no ano 1937. João Batista Reus nasceu em Pottenstein em 10 de julho de 1868, o sexto filho dos oito que tiveram Anna Margaretha Hengel e Johann Reus. Seu pai era açougueiro e sua mãe se dedicava ao lar, sendo ambos muito devotados à religião. Desde pequeno envolvido com as atividades da Igreja, participava de procissões e foi coroinha. Era bom estudante e desde cedo seus pais foram aconselhados a direcioná-lo para um futuro como sacerdote. Tinha um tio que era pároco de Stadtsteinach, e em 1880 foi deixado aos seus cuidados, recebendo instrução preparatória para o ingresso no ginásio de Bamberg. Ao fim do curso, foi requisitado para o serviço militar, que cumpriu entre 1889 e 1890, inicialmente no posto de enfermeiro da 3ª Companhia do 5º Regimento de Infantaria, sendo promovido a cabo, depois a suboficial e oficial substituto, mas recusou a promoção a aspirante a oficial, que o afastaria do sacerdócio. Em 28 de outubro de 1890 ingressou no seminário de Bamberg.

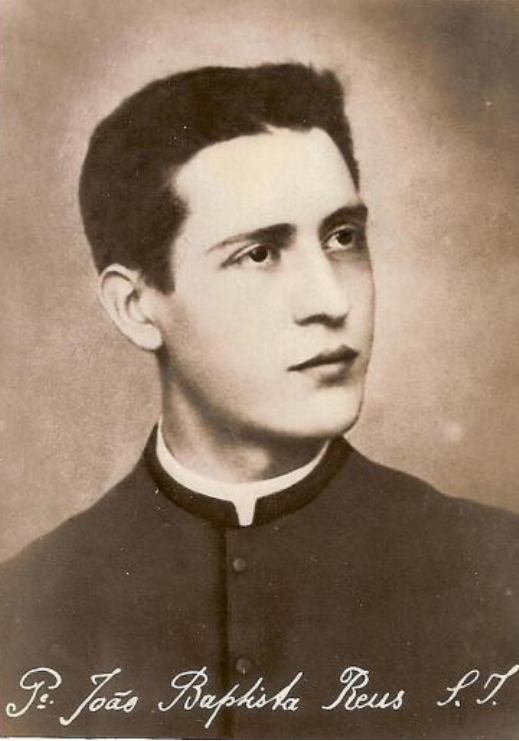
Padre Reus em 1893, recém ordenado

No seminário, iniciou sua devoção ao Menino Jesus e ao Santíssimo Sacramento, além de ingressar no grupo Apostolado da Oração do Sagrado Coração de Jesus e na Irmandade do Coração de Jesus. Entre 1891 e 1892 atuou como Prefeito de Disciplina, tarefa que dizia não lhe agradar. Em 1892 foi ordenado diácono, e começou a acalentar a ideia de ingressar na Companhia de Jesus, sendo admitido provisoriamente em setembro, e em 30 de julho de 1893 foi ordenado sacerdote, sendo designado pároco em Neuhaus. Neste período fez parte da Associação dos Padres da Adoração e privadamente fazia penitências e mortificações. Padre Reus relatou que sua intenção de tornar-se jesuíta encontrou forte oposição do bispo, cuja autorização só foi obtida depois de muitos pedidos e o pagamento de uma indenização de dois mil marcos pelo tempo passado no seminário.
Entrou oficialmente como noviço na Ordem Jesuíta de Blyenbeek, na Holanda, em 16 de outubro de 1894. De 1895 a 1896 estudou Retórica em Exaten, e recebeu de seu diretor espiritual autorização para fazer exercícios espirituais sozinho. A partir de 1896 estudou Filosofia em Valkenburg e pediu permissão para intensificar suas penitências, de 1897 a 1899 estudou Teologia, e em 1900 terminou sua preparação como jesuíta, partindo logo depois para o Brasil como missionário, chegando ao porto de Rio Grande em 15 de setembro de 1900.

### Atividade no Brasil
Depois de chegar a Rio Grande foi remetido a São Leopoldo, uma das principais cidades coloniais alemãs do estado, a fim de aprender o português. Logo dominou o essencial do idioma e foi indicado para dar aulas no Colégio Nossa Senhora da Conceição. No final de abril de 1901 foi transferido para Rio Grande, a fim de dirigir a classe inferior do Colégio Stella Maris e ser Prefeito de Disciplina. Pouco depois assumiu a direção do Colégio, e a partir de 1904 lecionou paralelamente matemática, física e química no curso preparatório para o exame estadual, em Porto Alegre. Em 2 de fevereiro de 1905 fez sua profissão solene e foi admitido definitivamente na Companhia de Jesus. Enquanto isso, aumentavam suas responsabilidades em Rio Grande, sendo indicado Diretor Espiritual dos jesuítas, e em 1909, em parceria com o Apostolado da Oração, fundou a Associação de Trabalhadores Católicos, dando-lhes instrução religiosa, mais tarde transformada na Liga Operária Católica. Nas palavras de Luiz Marobin, com a fundação da Liga, "o Padre Reus se apresenta como um dos pioneiros da pastoral operária do Brasil".

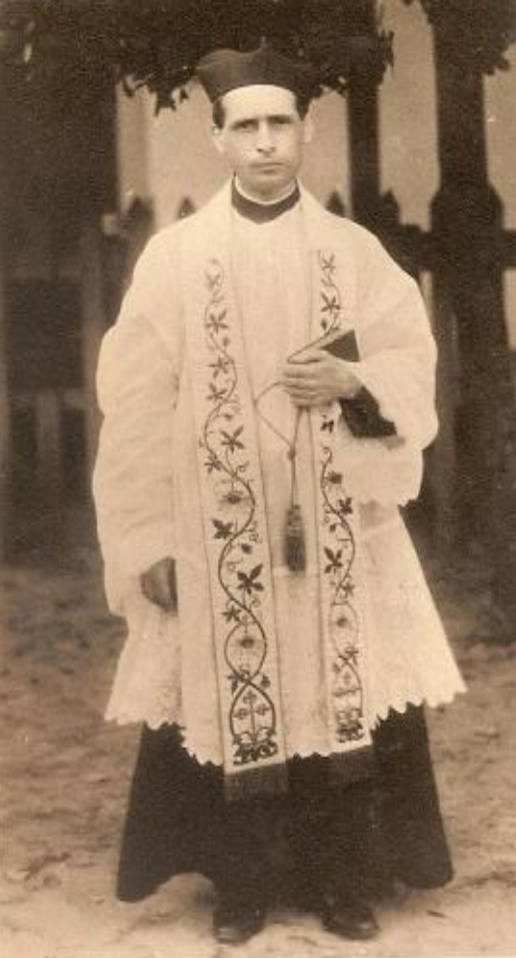
Padre Reus em 1907

Dava grande atenção aos pobres e necessitados, e em torno de 1910 iniciaram manifestações do que ele chamou de "graças místicas", dizendo ter sentido a presença de Jesus. Em 1911 foi transferido para Porto Alegre, sendo encarregado de dirigir a Congregação Mariana dos Homens e dar aulas. Sua formação o prevenia contra o misticismo, mas a partir de 1912 as "graças místicas" começaram a se repetir. Em 29 de junho de 1912 disse ter mantido um diálogo com o Sagrado Coração de Jesus, pouco depois começou a sofrer dores nas mãos ou ardor no corpo, identificando-os com os estigmas e chagas do Crucificado, e ao mesmo tempo dizia sentir quase diariamente a presença de Jesus e ver a Santíssima Trindade. Com a aprovação de seu superior, decidiu investigar melhor esses acontecimentos, passando a ler literatura mística. Em janeiro de 1913 iniciou um retiro em São Leopoldo, e em março foi indicado pároco de São Leopoldo.
Como pároco organizou um recenseamento da população católica, incentivou o catecismo nas escolas, visitou assiduamente as comunidades da zona rural, dava atendimento a doentes, e mantinha um bom relacionamento com a comunidade protestante. Em fevereiro de 1914 foi designado professor, confessor e Diretor Espiritual do Seminário de São Leopoldo. Também dava assistência à Congregação Mariana no Seminário, e à Congregação das Moças no colégio das Irmãs Franciscanas, onde servia como capelão. Para a Congregação das Moças escreveu o Catecismo da Congregação Mariana. Em maio de 1915 recebeu permissão para praticar diversas penitências e mortificações, o que teve efeitos físicos negativos, e acabou por causar estranhamento na comunidade e afastá-lo da Direção Espiritual do Seminário em 1917, considerando inapto para a função. Passou quase todo o ano de 1918 doente.
Recuperando-se, em 1921 teve um papel importante na aquisição do prédio do colégio das Irmãs Franciscanas para ampliação do seminário, e foi designado vice-reitor. Em 3 de fevereiro de 1924 lançou a pedra fundamental da Igreja de São Luís em Novo Hamburgo. Em março foi destituído da função de confessor dos seminaristas. A missão jesuítica brasileira tornou-se independente da Província alemã em 1926, cabendo ao Padre Reus redigir os estatutos da nova Província. Em 1929 deu colaboração na causa de beatificação dos mártires padres Roque Gonzáles, Afonso Rodrigues e Juan del Castillo, providenciando a confecção de uma imagem dos padres para ser divulgada e escrevendo uma biografia. Um exemplar ricamente decorado foi enviado ao papa, e em 1934 foi convidado para a cerimônia no Vaticano.

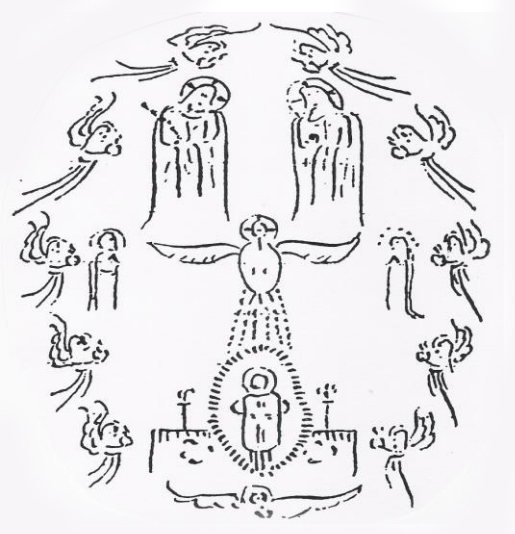
Um dos desenhos do Padre Reus ilustrando uma de suas visões da Santíssima Trindade, durante a celebração da missa

Entrementes, a partir de março de 1933 começou a ilustrar o diário que mantinha com desenhos de suas visões, que chegaram a 1.184 figuras, e em 1934 o Provincial o obrigou a escrever sua autobiografia. Nesta altura sua saúde já era frágil, estava cansado, e era acometido de fortes dores em várias partes do corpo. Dizia que suas experiências místicas nunca o abandonaram. Segundo Ângela Molin, "constantemente intensificavam-se os sentimentos de ardor durante as várias missas que celebrava e a que assistia durante o dia. Ele se auto-descreve, constantemente, como uma tocha de fogo, ardente, que lhe impunha a necessidade de abrir a batina no peito e lhe ocasionava constantes quedas no chão, ficando impedido de levantar-se, às vezes, por algumas horas. [...] A partir de 1937, constantemente, ao ouvir confissões e absolver as almas pecadoras, Padre Reus sentia e via o Menino Jesus encostando o rosto dele no seu. Narra que havia uma força forte que o fazia escrever e desenhar o que via e sentia. Sentia-se em chamas e, enquanto não escrevesse e não desenhasse, o ardor não passava".
Em 1937 iniciou a escrita do Curso de Liturgia, publicado em 1939 pela Editora Vozes. Em 1938 foi aliviado de algumas das suas funções com a transferência do Seminário Menor para Gravataí, mantendo as aulas de Liturgia e Ascética no Seminário Maior, bem como a direção das funções litúrgicas. Em 1939 caiu doente outra vez e em 1940 deixou de ouvir confissões na Matriz e na casa paroquial, e despediu-se dos cargos de confessor das Irmãs Franciscanas, do curso de Ascética e da direção da ordenação dos sacerdotes, mas voltou a ser Diretor Espiritual dos jesuítas. Em novembro de 1942 foi-lhe solicitada uma revisão do Curso de Liturgia para uma segunda edição. Em março de 1944 desmaiou, e foi-lhe ministrada a Unção dos Enfermos, mas recuperou-se e em 3 de abril pôde rezar a missa.
Em 1946 outras doenças o acometeram e não mais o abandonaram. Em 10 de junho de 1947, já muito mal, rezou sua última missa, falecendo em 21 de julho. Foi sepultado no cemitério jesuíta e seu túmulo se tornou imediatamente um centro de peregrinação. Muitas graças a ele atribuídas começaram a ser relatadas, e os superiores da Companhia de Jesus autorizaram que fossem confeccionadas relíquias com fragmentos das suas vestes.

## Escritos
Deixou vários trabalhos escritos:
- Der heldenmütige Liebesakt zum Troste der armen Seelen im Fegfeuer. Kevelar: Busson-Bercher, 1906, publicada em português com o título Ato de amor heroico em favor das almas do purgatório. Unisinos, 2002. Um manual sobre a doutrina do purgatório a partir dos escritos de outros autores e comentários pessoais.
- Lausperene ao Divino Coração de Jesus. Porto Alegre: Typograhia do Centro, 1906. Uma ladainha ao Sagrado Coração de Jesus e várias orações.
- Orai. Friburg: Imprensa Cantar, 1920. Um compêndio de orações para várias ocasiões, muitas delas de autoria do Padre Reus. Por muitos anos foi o compêndio de maior circulação no Brasil.
- O catecismo da Congregação Mariana. Porto Alegre: Typograhia do Centro, 1920, mais duas edições. Contém um histórico da Congregação, seus ideais, objetivos e práticas, orações e uma seção de perguntas e respostas.
- Autobiografia, 1934-1937, publicada junto com seu Diário. São Leopoldo: Unisinos, 1999, 5 volumes.
- Os três mártires de Caaró e Ijuí no Rio-Grande-do-Sul, Brasil. Porto Alegre: Livraria do Globo, 1932. Biografia dos mártires Roque Gonzáles, Afonso Rodrigues e Juan del Castillo, ilustrada pela Irmã Mansueta. Teve várias edições em diferentes formatos e foi traduzida para o alemão, italiano e espanhol. Uma colaboração para a causa da beatificação dos mártires.
- Curso de Liturgia. Petrópolis: Editora Vozes, sem data (seu diário informa que a primeira edição saiu em 1938), outras edições em 1944 e 1952. Uma exposição didática da liturgia católica.
- Rosas de Santa Theresinha do Menino Jesus. Winterberg: Steinberner, 1934. Biografia acompanhada de orações e recomendações práticas para uma vida santa.
- Mais de 40 artigos sobre vários assuntos ligados à liturgia, ao culto, santos e festividades.

## Misticismo
Segundo o que narrou na sua autobiografia, as manifestações místicas foram uma constante ao longo das últimas décadas de sua vida, incluindo visões, sensações corpóreas de ardor, êxtases, sentimentos de deleite pela união íntima com o Divino, mensagens e diálogos com imagens divinas. Muitas vezes esses fenômenos o deixavam exausto e prostrado ou lhe provocavam intensas dores, que ele identificava com os flagelos de Cristo. Seus superiores não tinham uma opinião definida sobre suas narrativas, às vezes as aceitavam como legítimas, às vezes se mantinham céticos. O próprio Padre Reus diz ter tido sempre dúvidas, imaginando que poderiam ser tentações do Demônio para enganá-lo e envaidecê-lo. Julgava-se indigno de receber graças e aceitava os fenômenos como provações necessárias para seu aperfeiçoamento espiritual. Alguns de seus acólitos relataram que o viram levitar durante a celebração de missas.

## Veneração

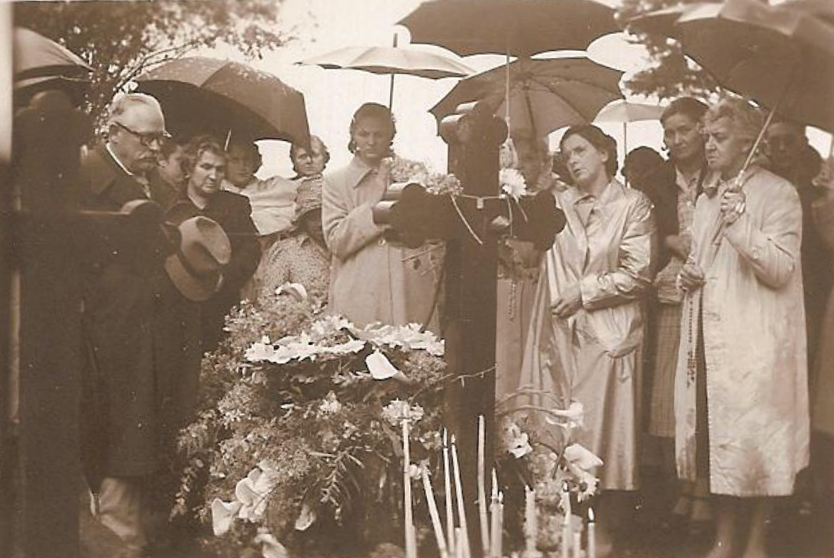
Devotos do Padre Reus rezam junto ao seu túmulo, 1952

Há poucas evidências de que durante sua vida fosse considerado um santo, mas logo após seu falecimento sua fama de santidade cresceu muito rapidamente e se espalhou pelo estado do Rio Grande do Sul e além. Em novembro de 1947 o Provincial enviou ao Geral da Companhia de Jesus um relato sobre as virtudes e dons extraordinários do Padre Reus, e em seguida o Geral determinou se fosse escrita uma biografia a partir do seu diário. Relatos de graças e curas começaram a surgir já no ano seguinte à sua morte. Um retrato seu foi publicado na forma de santinho, com mais de 30 mil cópias distribuídas. A partir de 1948 a revista jesuíta Notícias para os Nossos Amigos passa a publicar uma coluna permanente com relatos de graças alcançadas por intermédio do Padre Reus, sob o título "Agradecem ao Padre Reus, S. J.", que em pouco tempo abrangia de três a quatro páginas com relatos. No segundo aniversário de sua morte cerca de 500 pessoas visitaram seu túmulo, e em 1951 foi publicada sua primeira biografia pelo padre Leo Kohler. Em 1952 a revista julgou necessário advertir o público para que não se referisse ao Padre como santo e nem lhe prestasse culto, pois embora sua fama já fosse grande, sua santidade ainda não havia sido aprovada pelo Vaticano. Em junho de 1953 foi iniciado o processo para sua canonização, em julho a revista disse já ter recebido cerca de três mil cartas relatando graças, e começavam a avultar as doações para a construção de um santuário.

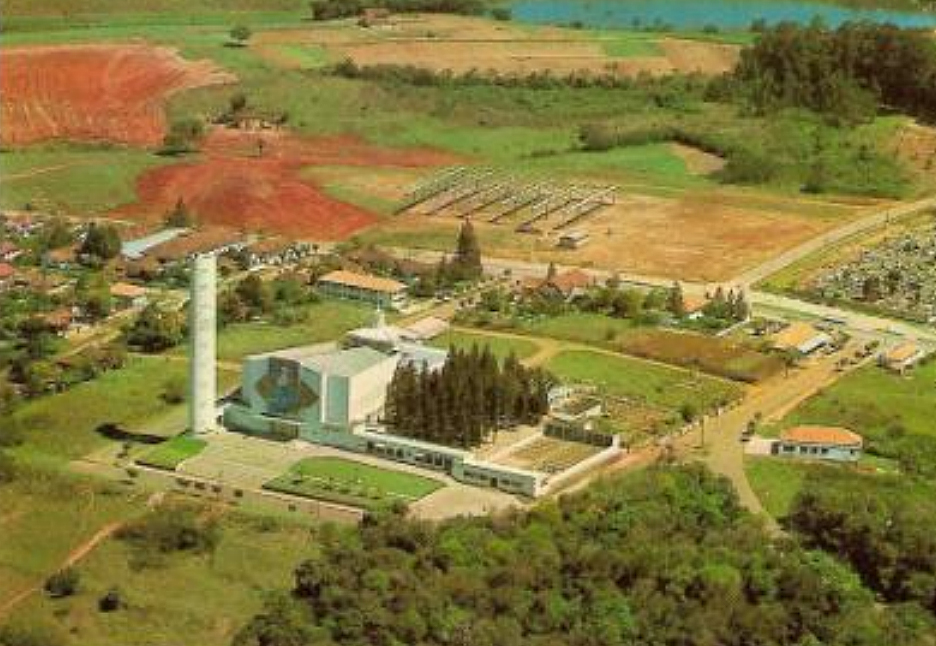
O Santuário na década de 1970

O Santuário do Sagrado Coração de Jesus, popularmente conhecido como Santuário do Padre Reus, começou a ser construído em janeiro de 1958 com as doações dos seus devotos, com um projeto dos arquitetos Frederico Müller e Dóris Maria Müller, e em 1959 o Governo do Estado contribuiu com 500 mil cruzeiros e foi lançada oficialmente a pedra angular. Várias campanhas para angariar doações se sucederam os anos seguintes. Em 1963 a fachada já estava erguida, recebendo um grande mural de Danúbio Gonçalves em mosaico de vidro, com o tema de Jesus Cristo como juiz dos vivos e dos mortos, rodeado pelos animais simbólicos dos Evangelistas, e em 7 de dezembro de 1964, ainda em obras, foi celebrada a primeira missa. O campanário de 45 metros de altura foi finalizado em 1966 e foram inaugurados os sinos e o órgão, a cripta ficou pronta em 1967, permitindo um programa regular de missas, enquanto eram continuadas as obras do bar dos romeiros, da residência do zelador, das calçadas externas, das escadarias e do ajardinamento. No ano seguinte, grandes comemorações celebraram o centenário do seu nascimento, e em 21 de julho foi realizada a entronização solene da imagem do Sagrado Coração de Jesus, concebida em linhas modernas por Roswitha Bitterlich e executada em alumínio por José Wingen. O Santuário recebeu também seis afrescos de Roswitha Bitterlich, vitrais projetados por Frederico Müller e executados pela Vidraçaria Porto-Alegrense, mostrando as estações da Via Sacra, duas grandes estátuas de madeira de Nossa Senhora e São José criadas por Gotfredo Thaler, e outros elementos decorativos. Na cripta foram instaladas uma estátua em tamanho natural do Cristo Morto e outra Via Sacra em mosaico de Danúbio Gonçalves. Junto ao Santuário foi construído um batistério, com projeto de Frederico Müller, mais uma residência para os padres, uma sala para guardar os ex-votos, uma secretaria e outras dependências. O complexo foi inaugurado oficialmente em 5 de abril de 1970, com missa solene celebrada pelo cardeal arcebispo Dom Vicente Scherer, grandes festejos e a igreja superlotada, com caravanas vindas de diferentes pontos do estado. Com as doações que não cessavam de chegar, foi construído um abrigo para crianças órfãs e abandonadas.

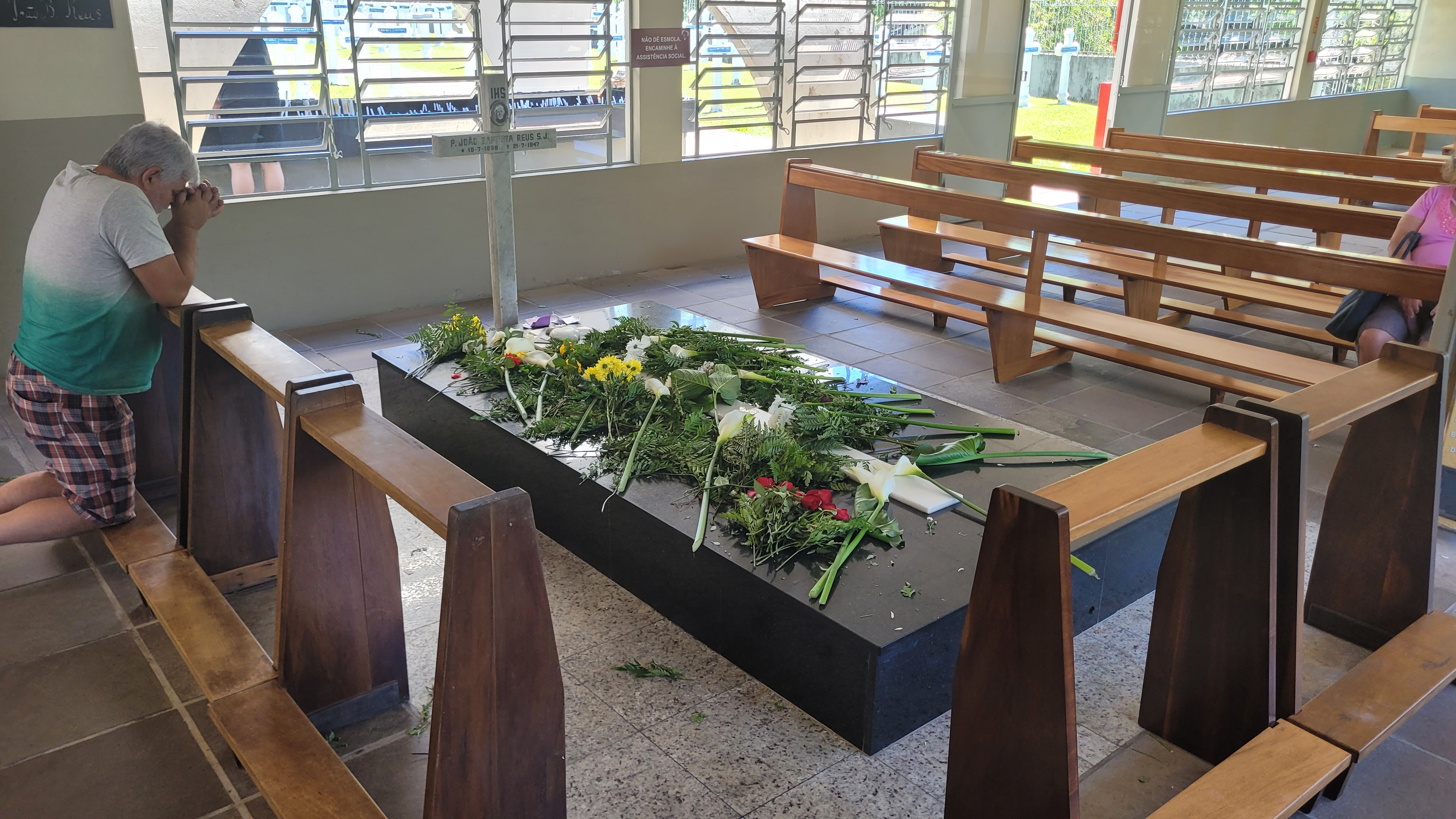
Túmulo do Padre Reus no Santuário do Sagrado Coração de Jesus, 2024

Na década de 1970 cerca de 800 automóveis chegavam todos os domingos para visitar o túmulo do Padre. Na década de 1990 as visitas chegavam a 40 mil pessoas por mês. Atualmente o Santuário continua sendo um importante centro de devoção religiosa do estado, recebendo de 20 a 30 mil peregrinos a cada mês, e é também um dos principais pontos turísticos de São Leopoldo. Desde 2006 ocorre no segundo domingo de julho a Romaria do Padre Reus, que reúne em torno de 20 mil pessoas, fazendo o trajeto da Igreja da Conceição até o Santuário, onde é realizada uma missa campal. De acordo com Carlos Alberto Steil, "a devoção ao Padre Reus é possivelmente aquela que possui maior abrangência entre as devoções de origem local no estado do Rio Grande do Sul, cruzando, inclusive, suas fronteiras e atingindo devotos em Santa Catarina e no Paraná".
Padre Reus foi declarado Cidadão Honorário pela Câmara de Vereadores de São Leopoldo em 1968. Um filme foi produzido sobre ele em 2010, com roteiro de Jonathan Poll e produção de Walper Ruas, com o projeto aprovado pela Agência Nacional de Cinema. Seu nome batiza ruas, praças, escolas e estabelecimentos comerciais em várias cidades.

## Processo de canonização
Por causa dos múltiplos relatos de graças e curas, em 25 de junho de 1953 foi iniciado um processo para sua canonização, autorizado pelo Postulador-Geral da Companhia em Roma, padre Paolo Molinari, que nomeou no Brasil o padre Reinaldo Wenzel como Vice-Postulador. Foi então dado início ao Processo Informativo na Cúria Metropolitana de Porto Alegre, que buscou fazer um levantamento de sua vida e obra, verificar a fama de santidade e a autenticidade dos milagres a ele atribuídos. Com a abertura do processo, foi-lhe conferido o título de Servo de Deus. Em 15 de maio de 1957 seus restos mortais foram exumados e receberam um tratamento de conservação. Com o encerramento dos inquéritos e testemunhos, o material recolhido foi entregue à Congregação para a Causa dos Santos, e em 1961 foi indicado como Relator do processo o Cardeal Bento Aloisi Masella. Em 1974 seus escritos foram investigados para verificar sua conformidade com a ortodoxia e foram aprovados.
Contudo, o processo não progrediu. Em 1993, dezesseis Bispos do Rio Grande do Sul enviaram ao Vaticano um pedido para sua beatificação, sem resultado, sendo renovado em 2005. Em outubro de 2006 o Tribunal da Diocese de Novo Hamburgo conclui o Processo Supletivo comprovando a continuidade da sua fama de santidade. Em 2008 foram enviados à Congregação dois relatos sobre curas que lhe foram atribuídas. Em 2010 o Postulador-Geral da Companhia de Jesus, Padre Anton Witwer, viajou ao Brasil para dar continuidade, sendo nomeada uma comissão para verificar mais uma vez sua trajetória. Em 2017 a documentação de uma cura, considerada por um laudo médico como "totalmente atípica e cientificamente inexplicável", foi acrescentada ao processo. Se o Vaticano aceitar as evidências como um milagre, o Padre será declarado Beato. Para ser declarado Santo é preciso de dois milagres. Em 2022 a Câmara de Vereadores de São Leopoldo decidiu enviar ao Vaticano documentos e imagens a fim de contribuir para acelerar o processo de beatificação.